# Claude Mangin
Pour les articles homonymes, voir Mangin.
Jean Henri Claude Mangin est un magistrat français (né le 7 mars 1786 à Metz et mort en 1835 à Paris. Au moment des Trois Glorieuses, il exerçait les fonctions de préfet de police à Paris.

## Biographie
Premier fils de Henry Mangin, un épicier qui fréquentait des clubs révolutionnaires, il suit un apprentissage afin de devenir menuisier avant de s'abandonner à des études de droit. Il commence sa carrière d'avocat à l'âge de 17 ans au barreau de Metz. 
Il est procureur du roi à Metz de 1816 à 1818, puis procureur général à la cour royale de Poitiers de 1821 à 1826. Il fut responsable des poursuites et de la condamnation à mort du général Berton qui avait conduit le soulèvement carbonaro de Thouars en 1822. Il devient président du collège électoral de Jonzac en décembre 1823. 
Il est conseiller à la Cour de cassation à partir du 22 novembre 1826 puis est nommé préfet de police de Paris le 13 août 1829. Lors du coup de force de Charles X et du prince de Polignac en juillet 1830, il certifie que « quoi qu’on fît, Paris ne bougerait pas, et qu’il en répondait sur sa tête ». Le 27 juillet 1830, il ordonne la saisie des presses des quatre journaux qui, bravant les ordonnances de Saint-Cloud, ont paru sans autorisation : c'est le signal de la révolte des ouvriers typographes qui sert de détonateur à la révolution de 1830. Durant la révolution, il quitte Paris et s'exile en Belgique (Royaume uni des Pays-Bas) avant de s'installer en pays germanique puis en Suisse.
Il revient en France et réussit à redevenir avocat au barreau de Metz le 30 décembre 1833. Il défend quelques clients avant de mourir le 4 février 1835. Il est inhumé au cimetière parisien du Montparnasse.

### Vie privée
Il se marie le 24 janvier 1812 à Louise-Claudine Risse avec laquelle il a 11 enfants dont Antoine Marie Ferdinand Mangin, père du Général Charles Mangin.

## Œuvres
- Jean Henri Claude Mangin, Traité de l'action publique et de l'action civile en matière criminelle, vol. 1, Paris, Librairie Néve, 1837, 586 p., in-8° (BNF 30871634)Consultable sur Gallica.
- Jean Henri Claude Mangin, Traité de l'action publique et de l'action civile en matière criminelle, vol. 2, Paris, Librairie Nève, 1837, 559 p., in-8° (BNF 30871634)Consultable sur Gallica.
- Jean Henri Claude Mangin et Faustin Hélie (auteur de l’introduction), Traité des procès-verbaux en matière de délits et de contraventions, Paris, Librairie Nève, 1839, XXIV-520 p., in-8° (BNF 30871636)Consultable sur Google Livres.
- Jean Henri Claude Mangin et Faustin Hélie (revue et mise en ordre, annotations), De l'Instruction écrite et du règlement de la compétence en matière criminelle, vol. 1, Paris, Charles Hingray, libraire-éditeur, 1847, XXXI-413 p., in-8° (BNF 30871633)Consultable sur Google Livres.
- Jean Henri Claude Mangin et Faustin Hélie (revue et mise en ordre, annotations), De l'Instruction écrite et du règlement de la compétence en matière criminelle, vol. 2, Paris, Charles Hingray, libraire-éditeur, 1847, 538 p., in-8° (BNF 30871633)Consultable sur Google Livres.

### Le préfet de police Mangin dans la fiction
Dans le film Vidocq, réalisé par Pitof en 2001, le rôle du préfet de police, renommé « Lautrennes », est interprété par André Dussollier.